# Schöfflisdorf
Schöfflisdorf is een gemeente en plaats in het Zwitserse kanton Zürich, en maakt deel uit van het district Dielsdorf.
Schöfflisdorf telt 1158 inwoners.

## Bevolkingsontwikkeling

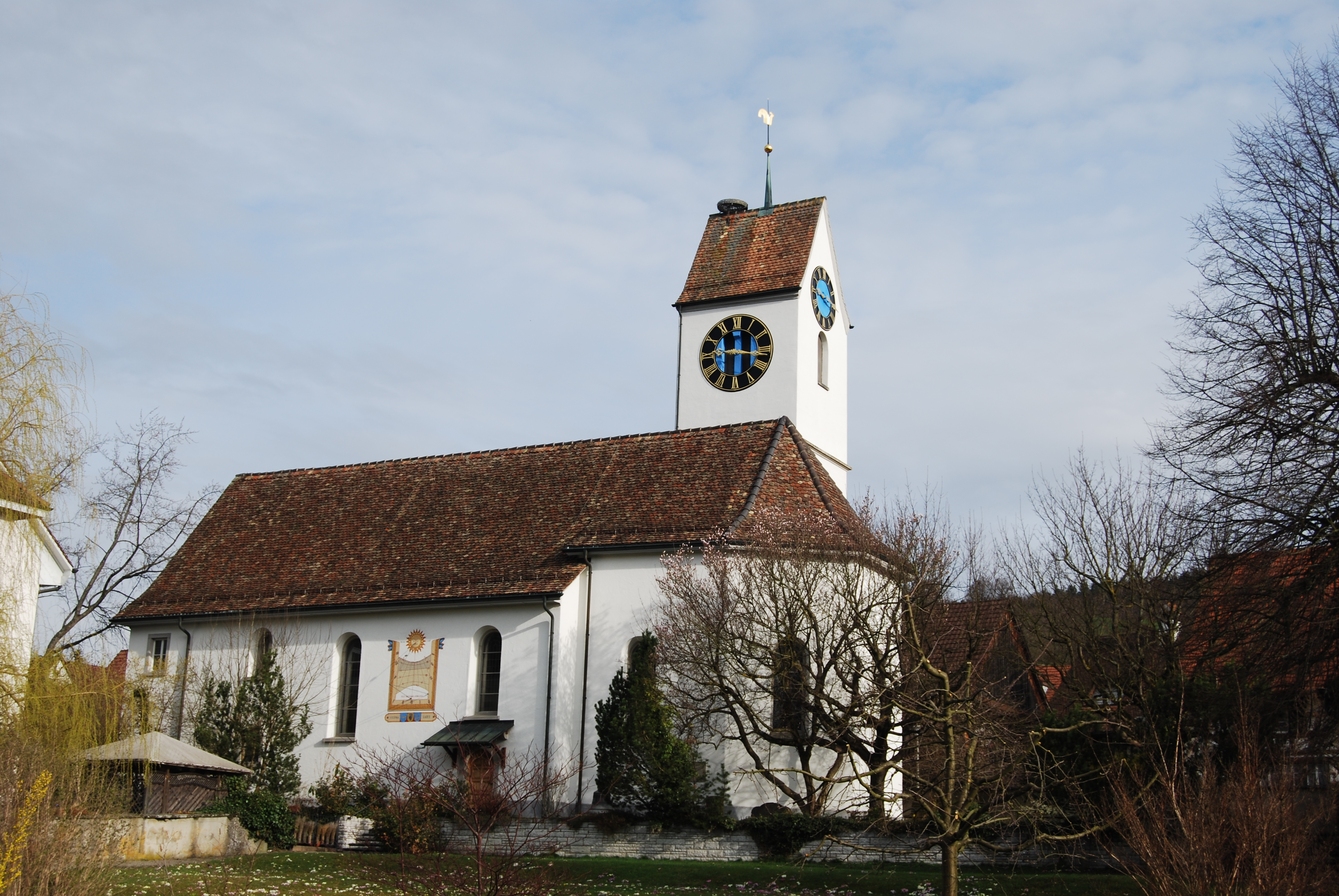
Kerk van Schöfflisdorf